# 武林书画院紫竹园
武林书画院紫竹园是杭州市西湖大道与南山路交汇处的一座公园。位于杭州市上城区南山路230号，北临武林书画院净莲堂，南接西湖大道，西侧通过涌金门过街地道与涌金公园相连，东侧与韶华巷接壤。

## 历史
南宋时，此地位于上方寺、五龙王庙与金华将军庙之间，南侧为古涌金池，向西联通涌金门，是杭州城通往西湖的要道。2002年，杭州市政府启动西湖综合保护工程，同年5月，原西湖孤山大震国学、杭州湖墅书画社及杭州梅兰书画社合并，以杭州古称武林为名，重组为武林书画院，公园结合西湖南线整合工程规划，共同打造“十里环湖景观带”。2002年10月，杭州市政协围绕规划方案中涉及的文化内容，组织了对涌金门片区的调研，并对具体风格特色和建设内容提出建议，西湖南线景区建设被列入杭州市为民办实事的头号工程，后建有人行地道与涌金公园相连。2004年，市政府对南山路沿街历史建筑进行整修，并建造巨型石缸，缸中栽紫竹，放置于园内新修石台上，布列于武林书画院南门前，堪舆家称之“七星缸”，石台上种植各色花木。“七星缸”东侧建有桂圃，种植金桂、银桂、广玉兰十余株。2005年7月，武林书画院院址列入杭州市第二批历史建筑保护名录。2006年5月1日，武林书画院紫竹园建成。2016年，杭州市政府启动西湖大道整治工程，作为G20杭州峰会配套工程，七星缸遭拆除，连同被移平的桂圃改建为统一石砌平台，并于平台外种植鲜花，平台上可平眺西湖，适逢夕阳西下，映照湖光，可览“明圣湖涌金”奇景，5月20日，现任国务院总理、原浙江省省长李强考察了工程建设现场。七星缸拆除后，武林书画院院长陈啸风于石台周围补种紫竹、黄金竹，以添形胜。《宝颜堂笔记》曾记载“武林地有号园前者，宋画院故址也”，南宋画院旧迹早已湮没，武林书画院紫竹园于西湖畔重构了南宋空间意象，成为杭州独特的公共文化空间。

## 交通
- 杭州轨道交通 1号线 龙翔桥站 定安路站
- 公交车线路：12/102/133/42/1314/4路区间/12路区间 涌金门站 涌金门东站